# Škoda Vision X
Škoda Vision X – samochód koncepcyjny typu crossover czeskiej marki Škoda Auto zaprezentowany podczas targów motoryzacyjnych w Genewie w 2018 roku.

## Historia i opis modelu

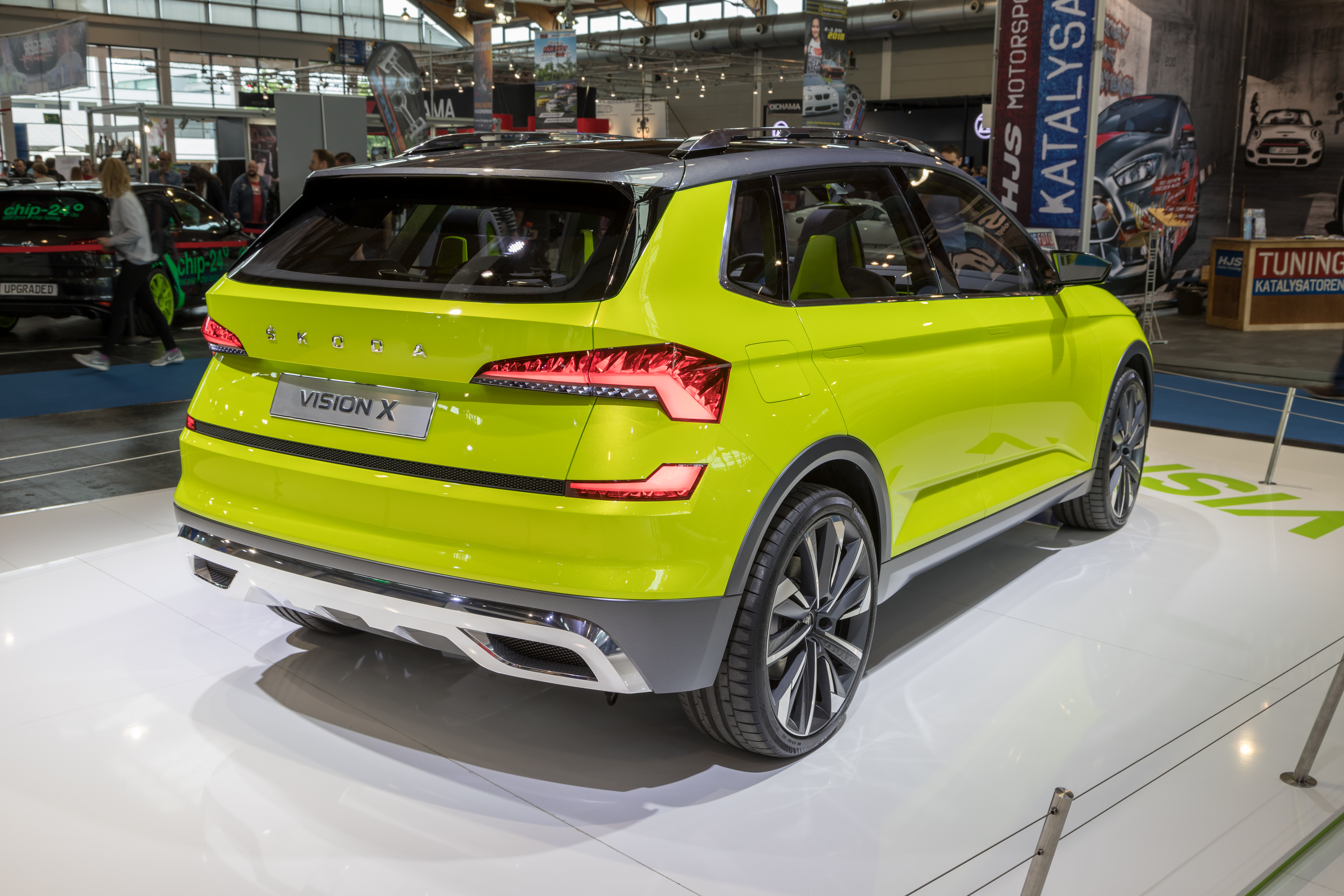
Škoda Vision X - tył

Pojazd zasilany jest turbodoładowanym silnikiem benzynowy o pojemności 1.5 l (TSI G-TEC) o mocy 130 KM zasilanym sprężonym gazem ziemnym oraz benzyną, a także silnikiem elektrycznym. Dwa zbiorniki na gaz ziemny umieszczono tuż pod tylnym siedzeniem oraz za tylną osią. Jednostka spalinowa połączona została z prądnico-rozrusznikiem napędzanym paskiem klinowym i silnikiem elektrycznym na tylnej osi, który pozwala samodzielnie poruszać auto na krótkich dystansach. Jest to także pierwszy pojazd marki wyposażony w napęd na cztery koła bez wału przegubowego.
Auto wyróżnia m.in. świecąca atrapa chłodnicy, cztery soczewkowe reflektory przednie wykonane z ręcznie ciętego kryształu ołowiowego, które zawierają płynące w stronę skrętu kierunkowskazy w technologii LED. Centralnym elementem wnętrza pojazdu jest wyświetlacz podłączony do układu sterowania napędem.
Vision X trafił do sprzedaży w produkcyjnej formie nieco ponad rok później, jako Škoda Kamiq.